# (4653) Tommaso
(4653) Tommaso (1976 GJ2) – planetoida z pasa głównego asteroid okrążająca Słońce w ciągu 4,4 lat w średniej odległości 2,68 j.a. Odkryta 1 kwietnia 1976 roku.